# Kemna & Zonen
Kemna & Zonen is een Nederlandse productiemaatschappij. Het bedrijf is opgericht in 2007 door Job Gosschalk en produceert Nederlandse tv-series en films, waaronder prijswinnaars Alles is Liefde en 't Vrije Schaep.

## Televisie
- 't Schaep met de 5 pooten – 2006
- 't Vrije Schaep – 2009 (winnaar Zilveren Nipkowschijf)
- Bloedverwanten – 2010, 2012, 2014
- 't Spaanse Schaep – 2010
- Walhalla – 2011
- Mixed Up – 2011
- Moeder, ik wil bij de Revue – 2012
- 't Schaep in Mokum – 2013
- Charlie – 2013
- Jeuk! – 2014, 2015, 2016
- 't Schaep Ahoy – 2015
- Bureau Raampoort – 2015
- Goedenavond Dames en Heren – 2015
- Rundfunk - 2015
- Petticoat – 2016

## Film
- Alles is Liefde – 2007 (winnaar twee Gouden Kalveren)
- Alle tijd – 2011
- Broeders – 2011
- Moos – 2015

## Theater
- De Marathon – 2017
- All Stars - 2018